# Glycymerididae
Famille
Les Glycymerididae (parfois appelés Glycymeridae) sont une famille de mollusques bivalves de l'ordre des Arcida (anciennement  des Arcoida). 

## Liste des genres
Selon Catalogue of Life (21 avril 2024) :
- Axinactis Mörch, 1861
- Glycymeris da Costa, 1778
- Glycymerita † H. J. Finlay & Marwick, 1937
- Melaxinaea Iredale, 1930
- Nucunella † d'Orbigny, 1850
- Tucetona Iredale, 1939